# هوشنگ منصورخاکی
هوشنگ منصورخاکی (زاده ۱۰ خرداد ۱۳۲۲ در کرج – درگذشته ۳۰ فروردین ۱۴۰۰) بازیگر سینما اهل ایران بود. 

## زندگی
وی در ۱۰ خرداد ۱۳۲۲ در کرج به دنیا آمد.  سال ۱۳۵۰ وارد کار سینما شد و همزمان در رشته ورزش‌های رزمی آن زمان از جمله کشتی‌کج فعال بود. چندین سال قهرمان شنا بود و در اکثر فیلم‌های اکشن فعالیت داشت. 
پیش از انقلاب حدود ۱۲ فیلم سینمایی بازی کرد و در سه قسمت سریال تلویزیونی «چنگک» حضور داشت. بعد از انقلاب نیز در ۲۵ فیلم سینمایی و ۱۲ سریال تلویزیونی بازی کرد. او همچنین یک فیلم هم در کشور مصر به نام «قلب من قدس/ شیر سینا» بازی کرد که فیلمبرداری آن پنج سال به‌طول انجامید، ولی هیچ‌گاه در کشور ایران اکران نشد.  
چهره منصورخاکی بیشتر مناسب نقش‌های منفی و فیلم‌های اکشن و حادثه‌ای بود، به همین دلیل هم کارگردان‌ها بیشتر از او برای این نقش‌ها و فیلم‌ها بهره می‌گرفتند. او حدود هشت ماه نیز با بیماری پارکینسون و هیدرسفالی مغز مبارزه کرد. 
بیشتر بازی‌های او مربوط به دهه‌های ۱۳۵۰ تا ۱۳۷۰ بود در دهه ۸۰ و ۹۰ تنها در دو فیلم حضور داشت؛ یکی صنوبر محصول سال ۱۳۸۰ به کارگردانی مجتبی راعی که بازیگرانی چون حسین محجوب، محمود پاک‌نیت و پریوش نظریه در آن بازی می‌کردند و روایتگر دوران نوجوانی سیدروح‌الله خمینی بود و یکی هم فیلم ورزشی «بارانداز» محصول سال ۱۳۹۸ به کارگردانی مسعود رشیدی. بارانداز در واقع آخرین حضور سینمایی منصورخاکی هم بود.. 
منصورخاکی حدود ۹ ماه پایانی عمر دچار عارضه مغزی شده بود ولی سرانجام در بامداد ۳۰ فروردین ۱۴۰۰ در ۷۷ سالگی براثر ابتلا به ویروس کرونا درگذشت. و در قطعه هنرمندان به خاک سپرده شد

## بازیگر
- بارانداز (۱۳۹۸)
- صنوبر (۱۳۸۰)
- لوکوموتیوران (۱۳۷۹)
- مریم مقدس (۱۳۷۹)
- دلباخته (۱۳۷۸)
- مجروح جنگی (۱۳۷۷)
- تنها (۱۳۷۶)
- خفاش (۱۳۷۶)
- توفان شن (۱۳۷۵)
- فرار از جهنم (۱۳۷۵)
- سکوت کوهستان (۱۳۷۴)
- دل و دشنه (۱۳۷۳)
- مروارید سیاه (۱۳۷۳)
- یاران (۱۳۷۲)
- افعی (۱۳۷۱)
- دل نمک (۱۳۶۸)
- شب شکن (۱۳۶۳)
- زخمه (۱۳۶۲)
- کوسه جنوب (۱۳۵۶)
- وقتی که آسمان بشکافد (۱۳۵۵)
- اضطراب (۱۳۵۴)
- شب غریبان (۱۳۵۴)
- مرگ در باران (۱۳۵۳)
- بوسه بر لبهای خونین (۱۳۵۲)
- جعفر جنی و محبوبه اش (۱۳۵۲)